# Konzulský patent

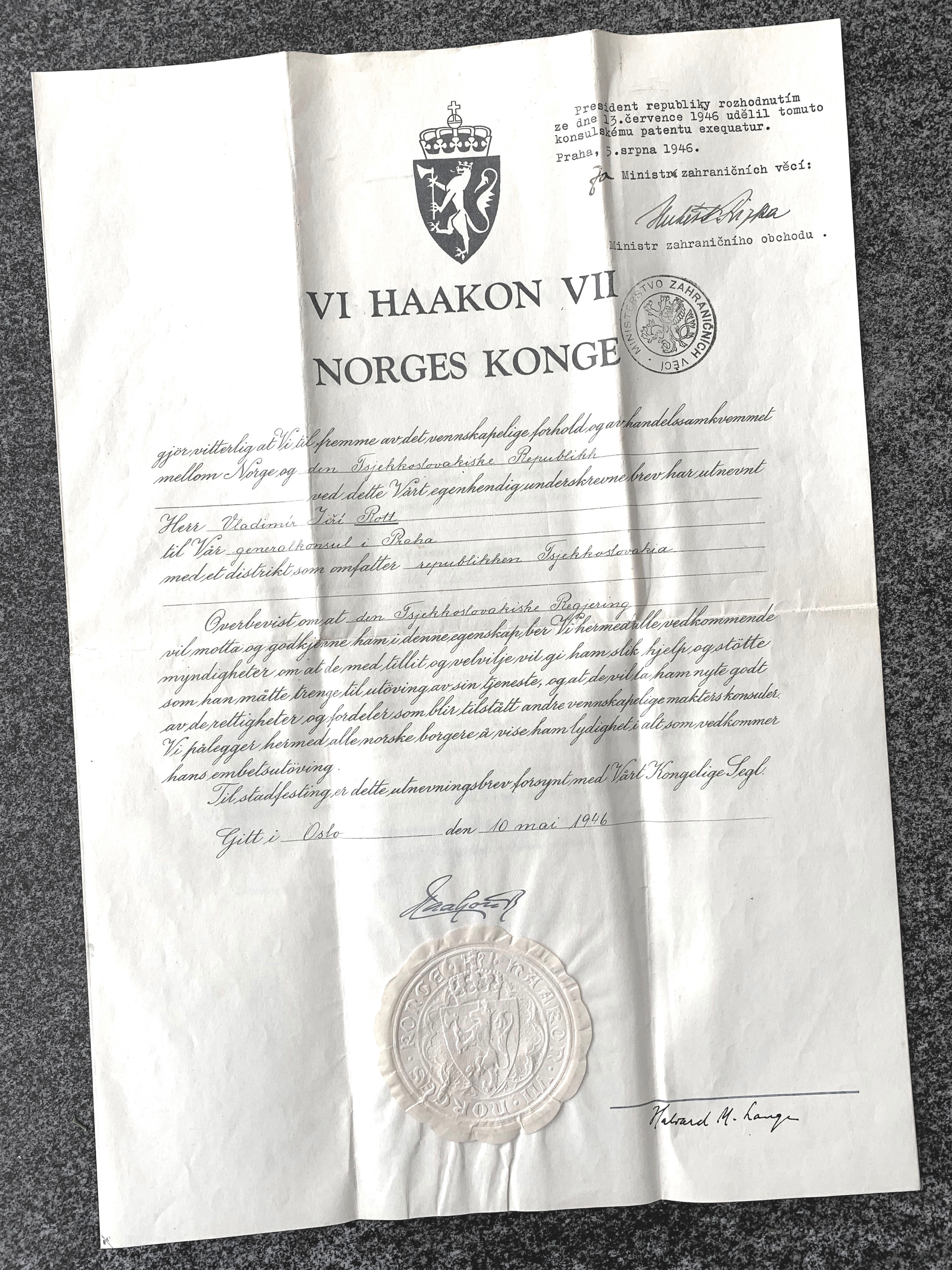
Konsulský patent Vladimíra Jiřího Rotta, norského generálního konzula v ČSR, vydaný Haakonem VII, králem Norska, Oslo, 10. května 1946, 1. list listiny, s exequaturou presidenta republiky

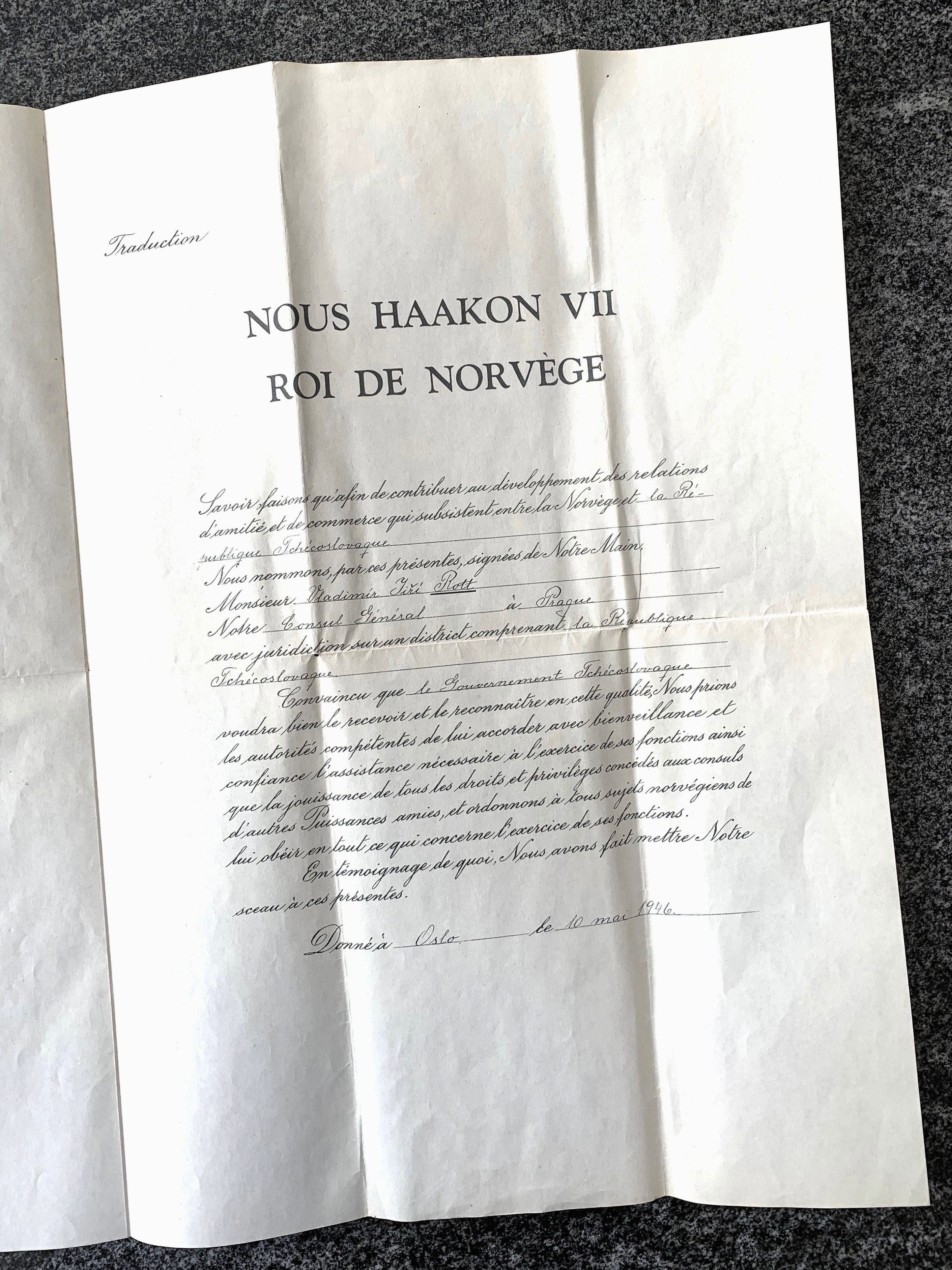
Konsulský patent Vladimíra Jiřího Rotta, norského generálního konzula v ČSR, francouzský překlad, 2. list listiny

Konzulský patent je pověřovací listina pro konzula. Jedná se tedy o konzulární obdobu pověřovacích listin velvyslance.
Jde o dokument vydaný ministrem zahraničních věcí, nebo i hlavou státu, vysílající země, který pověřuje konzula zastupovat zájmy země v přijímajícím státě. 
V angličtině se patent oficiálně nazývá Consular Commission nebo Notification of Appointment. Termín pochází z vídeňské úmluvy o konzulárních stycích. 
Poté, co stát jmenuje např. honorárního konzula, notifikuje (nótou zašle) žádost o předběžný souhlas přijímajícímu státu. Pokud ten vysloví souhlas, vysílající stát vyhotoví konzulský patent a ten opět předá přijímajícímu státu. 
Poté, co je konzulovi vydán konzulský patent, je třeba aby přijímající země vydala zvláštní povolení pro výkon jeho funkce, tzv. exekvatur (nebo exequatur), které může být kdykoliv zrušeno. 